# Semjon Sjeberets
Semjon Andrejevitj Sjeberets (ryska: Семён Андреевич Жеребец) var en godsherre från 1300-talets Moskvarike som tillhörde den framstående bojarfamiljen Kobylin (Kobyla). Han var son till Andrej Kobyla, en inflytelserik bojar vid storfurstens hov och var ägare till byn Semjonovskoje. Sjeberets räknas som en av stamfäderna till flera senare ryska adelsätter; bland annat Lodygin, Konovnitsyn, Gorbunov, Kokorev och Obraztsov. Trots att lite är känt om hans liv och gärningar är hans namn bevarat i flera släktgenealogier, där han framstår som en central länk mellan äldre bojarsläkter och den framväxande ryska adeln. Hans ättlingar kom att spela viktiga roller i Moskvas och senare Rysslands politiska och militära historia. 
Semjon är endast känd från släktgenealogier. Han var den äldste av fem söner till den moskovitiske bojaren Andrej Kobyla, men det finns inga uppgifter om hans tjänst eller offentliga verksamhet. En av hans söner, Ignatij Sjeberetsov, var troligen bojar liksom två av Sjeberets yngre bröder; Gavrila (Gavsha) och Fjodor Kosjka, bägge söner till Andrej Kobyla. Det har föreslagits att Semjon troligen fick sitt namn till ära av storfursten Simeon den Stolte.

## Familj
Enligt ättartavlor hade Sjeberets fyra söner, som alla blev stamfäder till flera bojar- och adelsfamiljer: (Hustruns namn är okänt)
- Grigorij Semjonovitj Lodyga: Stamfader till ätterna Lodygin, Konovnitsyn och Gorbunov.
- Ignatij Semjonovitj (död 1408): Moskovitisk bojar och vojvod (militär befälhavare). Hans ätt dog ut i mitten av 1400-talet.
- Foma Semjonovitj: Hade en son som dog barnlös.
- Aleksandr Semjonovitj Sinij: Stamfader till ätterna Gorbatov, Kokorev och Obraztsov.